# مورتال كومبات إكس
مورتال كومبات إكس (بالإنجليزية: Mortal Kombat X)‏، هي لعبة إلكترونية من نوع قتال، وهي الجزء العاشر من سلسلة مورتال كومبات، صدرت بتاريخ 14 أبريل 2015م.

## قصة اللعبة

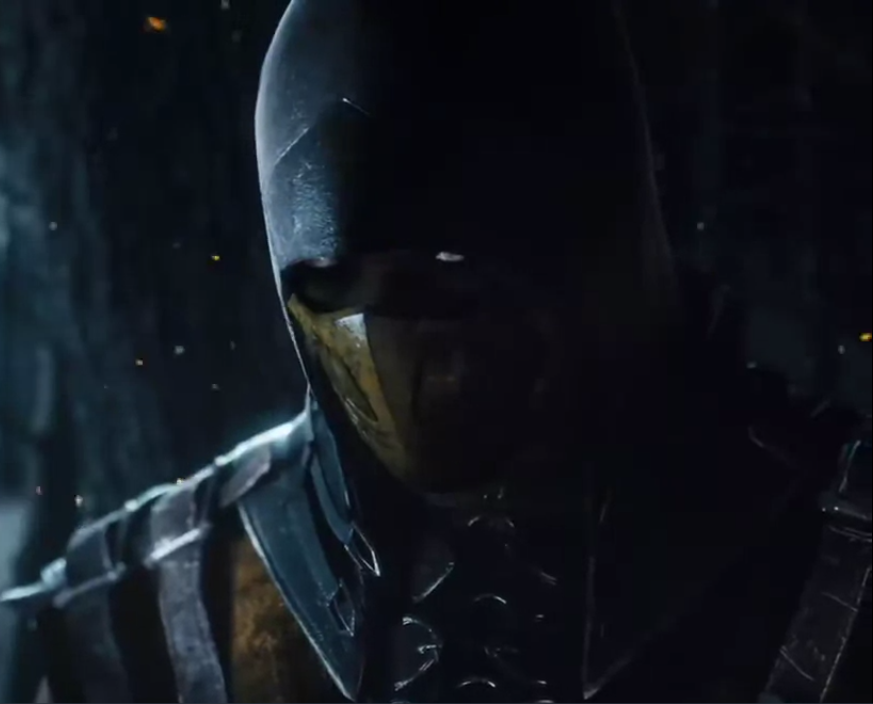
العقرب من مورتال كومبات X

تبدأ أحداث اللعبة بعد نهاية أحداث الجزء التاسع وذلك بعد مرور 25 عام من هزيمة Shao Kahn علي يد مقاتلي الأرض، وبعد موت العديد من القوات في المعركة جاء وقت تصعيد جيل جديد ليتصدى للشر، وبهروب الإله الأقدم الساقط Shinnok من السجن ويقوم بتجميع جيش من أجل غزو الأرض مرة أخرى بمساعدة Quan Chi وجيشه الغير ميت الذي يتكون من: ليو كانغ وكونغ لاو وكيتانا وسينديل وسموك[اينيمرا] وسب زيرو.سكوربيون.جاكس لكن آخر ثلاث شخصيات عادت طيبة في طور القصة. وايضا سنجد في أثناء القصة صراعات العالم الخارجي بين Millena و Kotal Kahn على حكم العالم الخارجي

## تطوير اللعبة
وتبدأ مراحل تطوير اللعبة عندما تم استئجار استوديوهات NetherRealm في 8 أبريل 2012، ومن ثم بعد عام تقريبا وبالتحديد في يوليو 2013 تم الإعلان عن اللعبة كما تم الإعلان عن إعادة إنتاج الأفلام التي تحمل نفس الاسم في سبتمبر 2015، وفي فبراير 2014 أعلن عن وجود الممثل Kiefer Sutherland داخل اللعبة ولم يعلن عن دوره أو سيقوم بأداء الصوت لأي بطل من المقاتلين، ومن ثم في 2 يونيو 2014 تم الإعلان الرسمي عن اللعبة تحت عنوان (Mortal Kombat X)، ومن ثم تم الكشف عن أن استوديوهات NetherRealm تقوم بتطوير اللعبة فقط علي أجهزة PlayStation 4-Xbox One مع شاشة 1080بيكسل في60 أطار، ومن ثم في 2 مارس 2015 أعلنت استوديوهات NetherRealm عن قيامها بتطوير اللعبة أيضا علي أجهزة الأندرويد والهاتف النقالة iOS/Android ثم تم الإعلان عن موعد صدور اللعبة في 14 أبريل 2015.

## أسلوب اللعبة
لعبة مورتال كومبات لن تختلف كثيرا من حيث الجيم بلاي عن الجزء السابقة بحيث تدخل في قتال 2D الخطى بتجسيد الشخصيات بكاميرا مائلة قليلا مع الحركات لتوضح الشخصيات المقاتلة عن الجزء السابق، وأيضا سنجد أن البيئات متنوعة ويمكن استغلاها في القتال بوجود بعض المواد التي تمسك بها وتضرب العدو أو أن تقفز على سيارات، وهذا ما تم ذكره من استوديوهات NetherRealm المطورة للعبة مثل لعبة Injustice: Gods Among Us، ويعتمد أسلوب القتال علي تشكيلة من الهجمات والحركات الخاصة بكل بطل بالإضافة إلي الفنش الخاص بكل مقاتل والذي يتم تأديته بنهاية القتال وأيضا سيتم تكرار نظام X-Ray الذي يعتمد على ضربات كسر العظام بمشاهد فنية رائعة جدا وهذه حسب قوة الضربات والمجموعات القتالية.
في بداية اللعبة علينا أن نتعرف على نمط Factions Mode وهو نظام الفصائل للتحديات عبر الإنترنت، فلأول مرة تضع لنا لعبة نظام تحديات تجميعية تفوز بها فصيلة من الفصائل الخمسة، فهذا النمط سيكون في بداية اللعبة إذا كنت متصل بالانترنت فعليك أن تختار فصيلة من Lin Kuei- White Lotus- Special Forces- Black Dragon- Brotherhood of Shadows ولكل فصيلة مسئول من أبطال اللعبة وهم Sub-Zero- Raiden- Sonya Blade- Kano-Quan Chi وعندما تختار فصيلة من الخمسة عليك أن تلعب مع أصدقائك وتشتركوا في فصيلة واحدة لتقوموا بتجميع النقاط في نهاية الأسبوع حتى تفوزون بإضافات جديدة من الفنشات والمجموعات القتالية ونظام تحطيم العظام.
إضافة الشركة أيضا ثلاث اختلافات لكل مقاتل فمثلا سنجد أن لكل مقاتل مجموعة خاصة من الهجمات يستطيع أن يستخدمها في أثناء المعركة وسنأخذ على سبيل المثال العقرب فعنده ثلاث هجمات مختلفة هم Ninjutsu وهنا يستطيع العقرب استخدام سيف ثنائي في المعركة كذلك يوجد Hellfire حيث يستطيع العقرب عمل هجمات نارية علي الخصوم وأخيرا Inferno حيث يقوم العقرب باستدعاء التوابع الذين يساعدونه في المعركة وهكذا سنجد لكل مقال ثلاث حركات خاصة به تختلف عن مقاتل لأخر، كل هذا بالإضافة لتحسين الفنش الخاص بكل مقاتل وهو الشيء المقتبس من الجزء الثالث Mortal Kombat 3.
تحتوي اللعبة علي العديد من الأنماط وهم نمط القصة ونمط لاعب يتحدى لاعب آخر (1vs. 1 Ranked)، وهناك أيضا نمط ملك التل King of the Hill عبر أنماط متعدد اللاعبين مع إبقاء نمط البقاء (Survivor) بهذا الجزء وهناك أيضا نمط أختبر حظك (Test Your Luck)، وتم إضافة أنماط جديدة لهذا الجزء منها نمط الأبراج الحية (Living Towers) وهذا النمط ينقسم إلي ثلاث أبراج فالبرج الأول تتغير مهامه كل ساعة أم البرج الثاني تتغير مهامه كل يوم أما البرج الثالث فهو عبارة عن أحداث تتغير، وكذلك هناك أنماط أبراج التحدي (Challenge Tower)وهناك نمط Brutality حيث يمكنك قتل خصمك في أثناء المعركة لكن بشروط ميزة هذا النمط هي ان لكل مقاتل 5انواع من هذا النمط أول اثنين يستطيع المقاتل عملهم في كل الاختلافات اما الثلاثة الباقون فهم لغير اختلافات
اللعبة تتضمن العديد والعديد من المقاتلين وعددهم 24 شخصية غير عدد المقاتلين غير القابلين للعب والشخصيات المضافة في المحتوى الإضافي، وتم الإعلان أيضا عن ثمانية مقاتلين جدد ومنهم D’Vorah وهي أمرآة تشبه الحشرة وتستطيع السيطرة علي الحشرات، وكذلك المقاتلة Ferra/Torr وهم عبارة عن عملاق على كتفيه سيدة قزمة، وهناك أيضا Cassie Cage ابنة Johnny Cage وSonya Blade، وأيضا Kotal Kahn ويدعي أيضا آله الدم، كما تم الإعلان عن عودة المقاتل Raiden للسلسلة وكذلك عودة كلا من Kano و Goro ولكن هؤلاء المقاتلين لن تستطيع اللعب بهم إلا إذا قمت بشراء اللعبة مقدما، وفي 3 مارس الجاري تم الإعلان عن وجود المقاتل Kenshi وكذلك المقاتل Johnny Cage، باختصار ستكون هناك قائمة كبيرة من المقاتلين الذين ستجدهم باللعبة وقد اضاف حاليا أربع شخصيات جديدة قابلة للعب في kombat back 2.

## رسومات وجرافيك اللعبة
تم تطوير اللعبة من قبل استوديوهات NetherRealm Studios على الأجهزة الحديثة بينما تم تطورها على الأجهزة القديمة من قبل استوديوهات High Voltage Software وتم الاعتماد على محرك خاص تم تطويره للعبة من قبل المحرك الشهير Unreal Engine 3، بقيادة فريق تصميم رائع على رأسه John Edwards والذين قدموا لنا مستوى رائع جدا في جودة الرسومات التي ظهرت بشكل فائق في الوضوح والتجسيد، فسنجد أن البيئات تم تجسدها بشكل مميز جدا في مشاهد اللعبة أو أثناء القتال، وأيضا الشخصيات تم تجسدها بشكل أكثر من ممتاز في دقة الوضوح وتجسيد الملامح بشكل واقعي ومميز.

## الأصوات والموسيقي التصويرية
جميع محبي ألعاب القتال يعلمون جيدا من هي لعبة مورتال كومبات وإنها من أقوى ألعاب القتال التي تقدم أصوات رائعة جدا وموسيقي تصويرية أكثر من ممتازة، فاللعبة تتميز بمجموعة مقاتلين مميزين جدا يتم تمثلهم من قبل فريق تمثيل عالي جدا ومنهم مشاهير في التمثيل، وبالفعل قام فريق التمثيل بتأدية دوره وخاصة في القصة ليجسد لنا الأصوات مع التفاعل وكأننا نشاهد فلم رائع، وكالعادة الموسيقي التصويرية تعتبر أكثر من ممتازة في القتال والتفاعل معها، كما سنجد موسيقي تصويرية منوعة في نمط القصة والأحداث والتي تختلف عن الموسيقي أثناء القتال.

## الذكاء الأصطناعى
اللعبة في نمط القصة أو أنماط التحدي ضد الكمبيوتر سنجد أن الذكاء الاصطناعي متوسط المدى بالنسبة لبدايات اللعبة وضد المقاتلين العاديين، لذلك إذا كنت من اللاعبين المحترفين سوف تنجز المهام القتالية بشكل سهل إلى حدا ما، ولكن عندما تصل إلى النهايات وتواجه الزعماء والمقاتلين الأقويا سيكون الوضع مختلف والقتال سيكون شرس جدا والذكاء سيكون في أعلى مستوياته، وهذا يسمى مستوى المقاتلين وعليك أن تستعد جيدا إلى القتال في اللعبة التي طالما كنا نستمتع بها منذ الصغر على الأجهزة القديمة.
منذ الصغر ونحن نلعب مورتال كومبات بدون وجود قصة أو سيناريو للأحداث مع إننا كنا نعلم قصة اللعبة بشكل مبسط من خلال الفلم الخاص بها، ولكن الشركة حاليا ابتكرت نظام القصة والسيناريو الرائع للأحداث وفي هذا الجزء سنشهد قصة وسيناريو مختلف ومشوق جدا، ولكنه للأسف صغير في عمر اللعبة فيمكن للمحترفين إنهاء القصة في اقل من خمسة ساعات أو أكثر بالنسبة للمبتدئين، ومع ذلك فتبق المتعة الأكبر في الأنماط المختلفة عبر الإنترنت والتحدى الكبير بين الأصدقاء في اختيار الفصائل ونشهد أي فصيلة تفوز كل أسبوع، لذلك عندك متعة لا نهائية داخل تحديات مورتال كومبات قد تجعلك تستمتع في شهور عديدة.

## وصلات خارجية
- مورتال كومبات إكس على موقع IMDb (الإنجليزية)
- قالب:مراجعة

قالب:مراجعة مورتال كومبات/ شبكة الألعاب الذهبية
- الموقع الرسمي
| ألعاب قتالية | - مورتال كومبات (1992) - 2 - 3 - التيمت - تريلجي - 4 - غولد - حلف مميت - خداع - أرماجيدون - فيرسز دي سي يونيفرس - مورتال كومبات (2011) - مورتال كومبات إكس - مورتال كومبات 11 - مورتال كومبات 1 |
| ألعاب أكشن   | - ميثولوجيز ساب-زيرو - سبيشال فورسيس - شاولين مونكز |
| مجموعة       | - آركيد كولكشن |

| أفلام روائية | - مورتال كومبات: إبادة |